# 藤原龍男
藤原 龍男（ふじはら たつお、1952年（昭和27年）6月29日 - 2023年（令和5年）7月27日）は、日本の政治家。大阪府貝塚市長（3期）を務めた。

## 来歴
出身地については公表していないが、「出身地ではないし、血縁も地縁もなかった」と貝塚市長初当選後のインタビューに答えている。
1975年（昭和50年）3月、近畿大学理工学部卒業。同年4月1日、貝塚市役所に採用される。 1999年（平成11年）11月10日、都市政策部長に就任。2007年（平成19年）4月1日、貝塚市副市長に就任。
2010年（平成22年）1月24日に行われた貝塚市長選挙に立候補。同じく副市長で同年齢の山中義仁を454票差で破り初当選（藤原：16,557票、山中：16,103票）。投票率は47.59％。2月11日、市長就任。なお山中は選挙直前の2009年（平成21年）11月にスピード違反で4か月の免許停止の行政処分を受け、かつ12月9日に無免許運転で検挙されるという事件を起こしている。
2014年（平成26年）、無投票により再選。2018年（平成30年）、無投票により3選。
2021年（令和3年）11月12日、一時は立候補の意向を示していた2022年1月に行われる予定の次期市長選挙に体調不良を理由に立候補しない意向を表明した。
2022年11月3日、秋の叙勲において、旭日小綬章を受章した。
2023年7月27日、死去。71歳没。

## 市政
- 2020年（令和2年）9月1日、LGBTなど性的少数者のカップルが婚姻に相当する関係にあると認める「パートナーシップ宣誓制度」を開始した[8]。

## 不祥事
2021年8月25日、貝塚市選挙区選出の大阪府議会議員で日本維新の会副代表だった今井豊に対して違法献金を行っているとデイリー新潮に報じられた。藤原は「後援会同士の献金で違法性はない」と説明し、今井側に領収書を発行してもらい、来年提出する政治資金収支報告書に記載する考えを示した。今井はその後、大阪府議会議員を辞職し、日本維新の会および大阪維新の会を除名処分となった。